# Route nationale 87 (Estonie)
Pour les articles homonymes, voir Route nationale 87.
La route nationale 87 (Tugimaantee 87) est une route nationale estonienne reliant Puuri (en) à Rosma (en). Elle mesure 6 km.

## Tracé
- Comté de Põlva
  - Puuri (en)
  - Mammaste (en)
  - Orajõe (en)
  - Põlva
  - Soesaare (en)
  - Rosma (en)